# Ленгеде
Ленгеде (нем. Lengede) — община в Германии, в земле Нижняя Саксония.
Входит в состав района Пайне. Население составляет 12 862 человека (на 31 декабря 2010 года). Занимает площадь 34,09 км².
Коммуна подразделяется на 5 сельских округов.
| Год  | Население |
| ---- | --------- |
| 1990 | 10 255    |
| 1995 | 10 870    |
| 2000 | 11 968    |
| 2005 | 13 030    |
| 2010 | 12 921    |